# Transport lagunaire à Abidjan

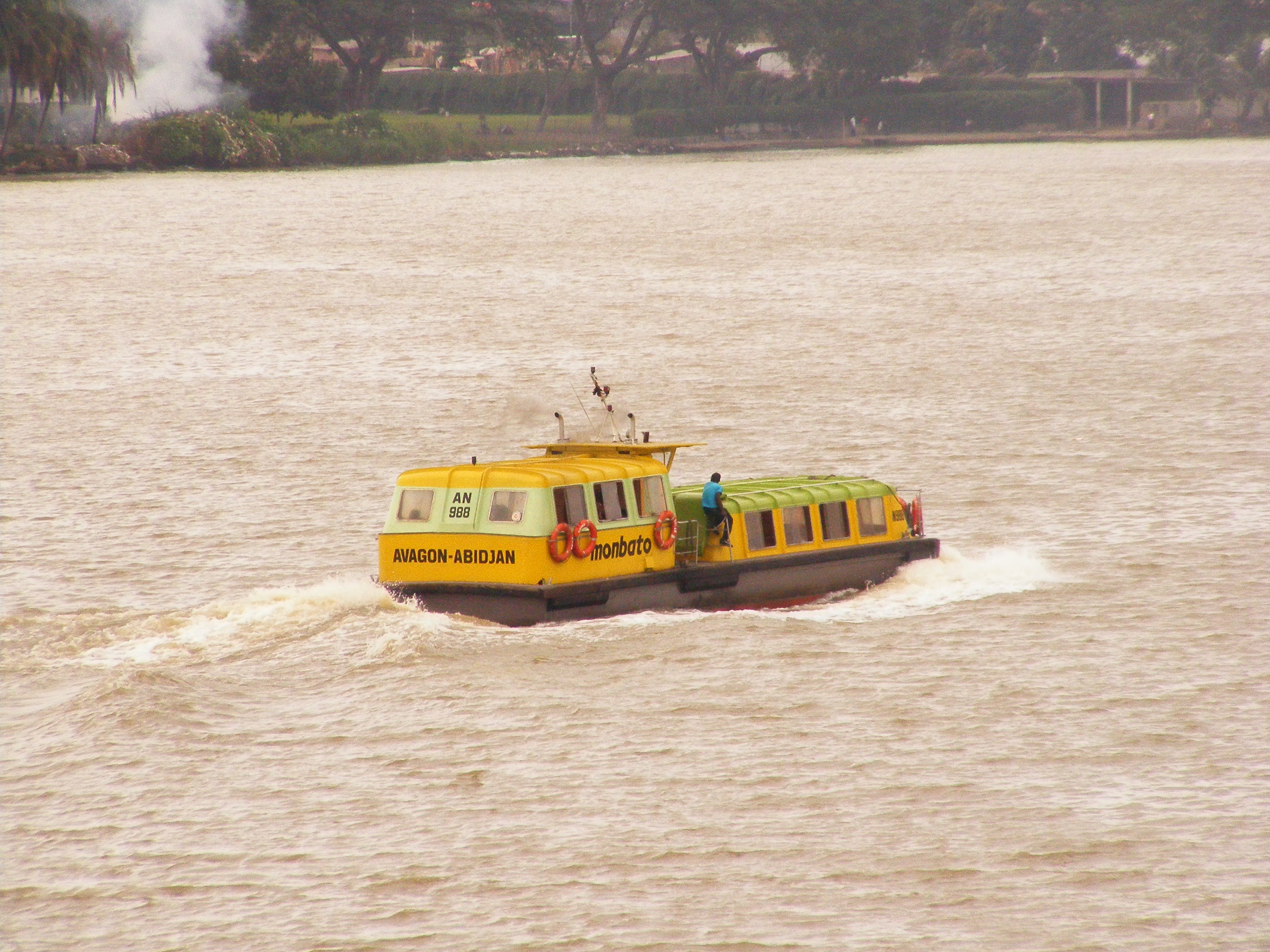
Un bateau-bus de la SOTRA sur la lagune Ébrié.

Le transport lagunaire à Abidjan est un mode de transport utilisant la lagune Ébrié pour transporter hommes et marchandises à travers l'agglomération d'Abidjan.
Ce transport est effectué sur des lignes régulières par la Société des transports abidjanais (SOTRA), Société de transport lagunaire (STL) et Aqualines, ainsi que par des pinasses privées.

## Histoire

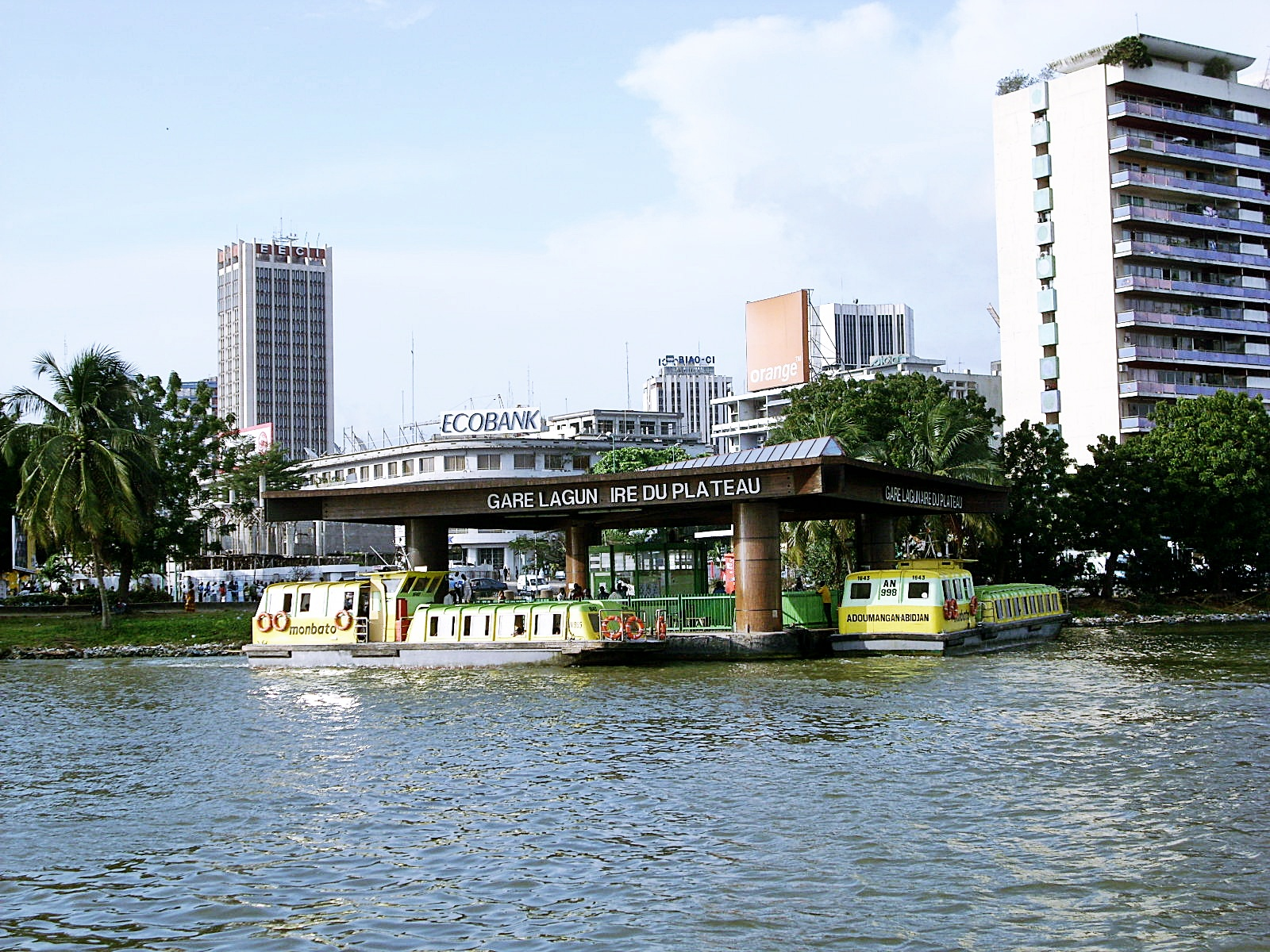
Des bateaux-bus à la gare lagunaire du Plateau.

### Création par la SOTRA
La SOTRA a créé sa première gare lagunaire en 1980 dans la commune abidjanaise du Plateau. Trois autres gares de bateaux-bus ont ensuite été créées à Treichville, Attécoubé (Abobo-Doumé) et Cocody (Blokosso).
Le transport coûte entre 100 et 150 francs CFA et raccourcit considérablement le temps de trajet quotidien des Abidjanais.
La SOTRA a connu une chute constante du nombre de ses bateaux en activité, passant de 28 bateaux actifs en 2008 à 10 bateaux en 2012, avec des bateaux artisanaux s'adjugeant un tiers du transport lagunaire de passagers. 
À côté de la compagnie officielle de transport, un marché du transport lagunaire privé s'est en effet fortement développé avec l'apparition de pinasses privées (environ 35 bateaux en 2010) transportant chacune entre 100 et 130 personnes sur des trajets plus variés. La sécurité de ce mode de transport est parfois mise en cause, notamment à cause du surpeuplement des bateaux ou des dangers de la lagune. 

### Début de la concurrence en 2017
La Société des Transports Lagunaires (STL), filiale à 100 % du groupe Société nationale d’édition de documents administratifs et d’identification (Snedai) fondé par l’homme d’affaires Adama Bictogo, a obtenu une concession d’une durée de 25 ans (sujette à une extension de 10 ans) de l'Etat ivoirien. Elle démarre ses activités au mois d’avril 2017. Sa première ligne est le tronçon Plateau-Treichville-Riviera, soit une rotation de trente minutes assurée par une dizaine de bateaux. Une deuxième ligne était prévue, cette fois vers l'ouest, Yopougon-Plateau-Treichville. 
La Compagnie ivoirienne de transports lagunaires (CITRANS), créée en mars 2014, a obtenu la même année de l’Etat ivoirien une concession en BOT (Build–Operate–Transfer) de 25 ans pour l’exploitation de transport lagunaire de personnes par bateaux bus dans le district d’Abidjan, dans le cadre du transport public. La CITRANS qui dispose d’une flotte d’une dizaine de bateaux, a ouvert une première ligne en 2017 qui dessert trois destinations (Plateau, Treichville et Abobo-Doumé) et transporte 11 000 passagers par jour en 2019. Une deuxième ligne a été ouverte la même année reliant Bingerville (Abatta). 
L'opérateur publique SOTRA transportait pour sa part 30 000 passagers en 2017. 
Les trois opérateurs transportaient 109 000 passagers par jour en 2020. 